# Marcus Harness
Marcus Harness, né le 24 février 1996 à Coventry en Angleterre, est un footballeur irlandais, qui évolue au poste d'ailier droit à Ipswich Town.

## Biographie

### En club
Le 13 septembre 2013, il fait ses débuts pour Burton Albion.
Le 18 juillet 2019, il rejoint Portsmouth.
Le 15 juillet 2022, il rejoint Ipswich Town.

## Palmarès

### En club
- Ipswich Town
  - Vice-champion de Football League One (D3) en 2022-23
  - Vice-champion de Championship (D2) en 2024.

- Burton Albion
  - Champion de Football League Two (D4) en 2014-15

- Portsmouth
  - Finaliste de la EFL Trophy en 2019-20